# トーレス諸島
トーレス諸島（The Torres Islands, IPA: [ˈtɔːrɪs]）は、バヌアツ共和国最北端に位置する群島である。行政上はトルバ州に含まれる。この小さな群島をなす島々の連なりは、メラネシアの島々と、ソロモン諸島の近隣に位置するいくつかの域外ポリネシアの島々とを隔てる文化境界の上にまたがっている。諸島の北にはソロモン諸島のテモツ州、南にはエスピリトゥサント島、南東にはバンクス諸島がある。西の海域には、オーストラリアプレートおよび太平洋プレートの間の沈み込み帯をなすトーレス海溝がある。
トーレス諸島に属する7島の名は、北から順に、ヒウ島（Hiu; 群島中最大）・メトマ島（Metoma）・タグア島（Tagua）・ングウェル島（Ngwel; 無人島）・リヌア島（Linua; 無人島）・ロー島（LohもしくはLo）・トガ島（Toga）である。この島々は42kmにわたって連なり、その最高地点は海抜366mである。はるか南に位置するバヌアツの他の島々に比べると起伏は激しい。一般に想起される島々の情景とは異なり、トレス諸島の海岸線には白い砂浜はわずかしか存在しない。実際の海岸線の大部分は岩がちな隆起サンゴ礁からなる。
2004年中葉時点で、トーレス諸島の総人口は約950人を維持している。これらの人口は大小様々の少なくとも10の集落に分散しており、そのすべてが沿岸部に位置する。これらの集落の名前は、Yögevigemëne (または短縮してYögemëne）・Tinemēvönyö、Yawe、 Yakwane（以上ヒウ島）・Lotew （テグア島； しばしばLateuと誤って綴られる）・Lungharegi・ Telakwlakw and Rinuhe （以上ロー島）・Likwal ・Litew（トガ島）となっている。
1983年には小さな滑走路がリヌア島に開設され、この航空便がバヌアツの他地域と群島を結ぶ唯一の定期的な交通手段となっている。ルンガレギはトーレス諸島の行政の中心と見なされているが、その役割は非常に小さい。公衆電話と診療所があるが、銀行や警察署はなく、在庫のほとんどない2つの商店があるのみである。

## 名称
かつてヨーロッパ文明との接触以前に、島民たちあるいは近隣の社会で知られていたこの群島を意味する最も重要な名前の1つはヴァヴァ（VavaもしくはVave、IPA: [ˈβaβə]）であった。しかし、19世紀初頭のある時、ヨーロッパの地図製作者によってこの島々にトレスの名前が与えられた。これは1606年の4月から6月にかけてバヌアツの北部から中央部の数か所の島々を束の間訪れたルイス・バーエス・デ・トーレスの名を記念するものであった。彼の名前は、オーストラリア本土とニューギニアの間を隔てる大海峡、トレス海峡にも与えられている。
実際にはトーレスはトーレス諸島については一度たりとも見聞しておらず、彼の司令官であったポルトガル人船長のフェルナンデス・デ・キロスが、サンタクルーズ諸島の調査中に近くを航行したに過ぎない。にもかかわらず、ヨーロッパの海図に度々書かれた結果最終的にトーレス諸島の名が定着し、島々は爾来200年にわたってこの名前で知られることとなった。今日では島の住民も古い名前であるVaveを忘却し、わずかに数人の古老の間で記憶されているのみである。今や彼らはこの名にまつわる由来と意味に目を向けず、自分たちの島々をトーレスとして指し示している。

## 歴史
今日参照することのできるトーレス諸島の先史時代にまつわる稀少な考古学的データによれば、この島々に始めて人が定住したのはおそらく約3200年前のことである。豊富な考古学的証拠および伝承の双方から、ヨーロッパ人との接触以前のトーレス諸島における居住パターンは現在の沿岸部の集落の様子とは全く異なっていたことが判明している。ほとんどの集落と大家族の居住域 （nakamals, or ‘gemël’） は明らかに沿岸部から離れた高台に位置しており、沿岸にはほとんど人が住んでいなかった。したがって、島の陸上には、数件の家々と祭祀空間を中心に持つ小さな開拓地が転々と広がっていたと考えられる。
19世紀にヨーロッパの探検家らが島々に到達していたものの、彼らは1880年代初頭には速やかにイギリス国教会のメラネシアン・ミッション（メラネシア伝道団）（英語版）の影響下に組み入れられていた。トーレス諸島民が沿岸集落に集住するようになったのは、ミッションの圧力によるものであった。それは外来者によってより接触しやすく、また支配がしやすかったからである。今日アダムス・トゥヴィアの洗礼名で知られる1人の島民が、初めてノーフォーク島のミッション本部に連れていかれ、司祭に任命されたのもこの時であった。
しかし、司祭に叙任された最初のメラネシア人は、隣接するバンクス諸島のジョージ・サラウィアであった。バンクス諸島は国教徒が宗教活動の拠点を据えた場所である。重要なのは、この戦略の結果、より広域のバンクス地域――すなわちトーレス諸島・テモツ諸島へ神の言葉を翻訳し伝道するための言語として、バンクス諸島のモタ島の言語を取り入れる決定を、ミッションの指導者らが下したことである。かくして、地域の見積りによれば、トーレス諸島の教会学校においては1970年代初頭までモタ語の教育が続けられた。高齢のトーレス諸島民の間には今でもモタ語がいくらか話せる人々を見つけることができる。
 19世紀後期にはミッションが存在していたにもかかわらず、トーレス諸島に長期にわたって居住した宣教師は1900年代に至るまで現れなかった。ウォルター・ジョン・デュラッド師がその人であり、1905年から1910年にかけてテグア島に居住したのちロー島に移住している。トーレス諸島における初めての常置伝道拠点と教会は、デュラッドによってテグア島の南岸に独自に立てられた。ただしその後にはロー島南西岸のヴィパカ集落に移動されることとなる。これはテグア島の最高責任者が近親相姦をしているとの噂が明るみに出て、彼の罪がミッションの指導者らの感性をひどく害したためであった。
より重要なのは、この間、すなわち19世紀後半から20世紀の間にかけて、ヨーロッパ人がもたらしたウイルス性の感染症とブラックバーディング（英語版）が引き起こした人口流出によって、トーレス諸島の人口が破滅的な減少に見舞われたことである。バヌア・ラバ島ソラのバンクス・トーレス教区本部にある、曖昧につづられたミッションの記録によると、1930年代初頭のある段階では、トーレス諸島の人口は56人しかいなかったという。したがって、これらの島々の先住民族のその後の回復は、それでもなお現存する言語的・文化的価値観の連続性とともに、驚異的と言うほかはない。
彼らは今日のソロモン諸島テモツ州につながる広域的な人・物の移動の構造に組み込まれていたにもかかわらず、トーレス諸島は1906年にニューヘブリディーズ共同統治領の一部となり、さらに1980年にはバヌアツ共和国に組み込まれることとなった。

## 生態
国内の他地域と同様、島々はバヌアツ雨林生態区のエコリージョンに属している。ヤシガニ（Birgus latro）がその中でもっとも有名な種の1つである。しかし、リウナにおける飛行場の開業以来、これらの動物はトーレス諸島における唯一の主要な商品作物となった。今日までヤシガニの売り上げは、遠く離れたポートビラと、より影響は少ないにせよ、ルーガンビルの街における観光市場の需要の変動に直接的に左右されている。予想通り、カニの需要が高かったことで北バヌアツのヤシガニの生息数は徐々に、しかし加速度的に減少し、トーレス諸島ではこの生き物が目に見えて消滅しつつある。
結果として、懸念を抱いていた個人や団体はルーガンビルが属するサンマ州の行政府に対して州内でのカニの販売・購入・消費を暫定的に禁止する圧力をかけることに成功した。この禁止は2004年の上半期から施行され、2008年初頭をめどに解除される予定であった。その間、バンクス諸島およびトーレス諸島（トルバ州）からポートビラへのカニの輸出は、季節的な解禁・閉鎖、地域内定量制という比較的非効率な枠組みによって規制されている。

## 言語
トーレス諸島では、ヒウ語（Hiw）とロー・トガ語（Lo-Toga）という2つの密接に関連した、しかし別々の言語が使用されている。 ヒウ語は、ヒウ島1島の約280人の人々の間で話されている。ロー・トガ語はトーレス諸島南部の約580人、とりわけロー島・トガ島の島民によって話され、ローとトガの2つの相似通った方言から成っている（「トガ」が2つの方言を包摂する用語として使われることもある）。 ヒウ語とロー・トガ語の間には相互理解可能性はないが、多くのヒウ語話者はバイリンガルである。
両言語は、大洋州諸語のサブグループである東バヌアツ諸語に属する。 バヌアツのほとんどの無文字言語の場合と同様に、詳細な記述はこれまで出版されてこなかった。 2004年に、言語学者アレクサンドル・フランソワが初めてこれら2言語の記述的な研究に着手し、現在研究が進められている。

## 文化
島民は自分たちを民族的に2つのグループに分けており、それら言語学的区分と合致している。 トーレス諸島内に存在する文化的相違は、少なくとも島民の認識の限りでは、本質的に言語境界にマッチする。つまり、「ヒウ語の人々」と「トガ語の人々」の2つのグループが認められる。 しかし、ロー方言とトガ方言の2つの集団の間には、副次的な、あまり重要でない線引きがされている。 島民については、20世紀初頭にW.J. デュラッドによって初めて非常に総合的な――そしてときおり不正確な民族学的用語で――叙述がなされ（デュラッドのノートの断片は最終的に1940年代に出版された）、その後1999年からは、人類学畑のカルロス・モンドラゴンによって取り組まれてきた。
今日トーレス諸島の住民は、自給的農業と補足的な漁業という先祖が行ってきたのとおおよそ同じ生活様式に従っている。加えて、彼らの先祖代々の知識と儀礼のサイクルの本質的な部分は、まだおおよそ保存されている。これらは、hukwe（バンクス諸島のsuqeに相当する）とlēh-temētとして知られる2つの男性中心主義的な機構が支配している。hukweは、男たちがより高い地位・権力を獲得しうるような地位の変更を伴う複合的な儀式を構成し、一方lēh-temētは、特定の儀式に関する知識を伝授される少数の男性集団に与えられる名前である。この知識はマナ（生殖能力や力）の操作、より具体的には、生者と死者との関係に直接的に関連する。lēh-temēt伝授者の活動のうち最も印象的で目に見につきやすいものは、特別な歌と踊りを行う儀式の際に製作し使用される、temēt（本源的な精神）として知られる儀礼用の頭飾りである。実際には、頭飾りが「本源的な精神」として知られているのは、それが一時的な身体表現である（でなければならない）と考えられているためである。したがって、頭飾りの使用は、それが行われる間精神が汚染がされないか厳重に監視・制御する必要があるきわめて繊細な営為であると考えられている。儀式が終わるとただちに頭飾りが破壊されるのも、部分的にはこうした理由による。
国教会や植民地の行政官、商人、そしてごく最近では国民国家や国際市場のポストコロニアルな影響――こうしたものとの1世紀以上にわたる接触・相互浸透の結果、一定の核をなす慣習的行為が続いていながらも、多くの重大かつ深遠な変化によって島の人々の生活や世界観は変わってきた。これらは現金、単身旅行者、船、そして島々を頻繁に訪れる豪華なクルーズ船の形で最も直接的に表われている。